# قلعه: جنگ‌های صلیبی ۲
قلعه: جنگ‌های صلیبی ۲ (به انگلیسی: Stronghold Crusader II) یکی از عنوان‌های مجموعه قلعه است که توسطاستودیو فایرفلای در سبک استراتژی هم‌زمان ساخته شده و در ۲۳ سپتامبر ۲۰۱۴ برای ویندوز انتشار یافته‌است.

## گیم‌پلی
اولین بار در نمایشگاه ای۳ سال ۲۰۱۳، گیم‌پلی بازی به خبرنگاران نشان داده شد و اولین تریلر گیم‌پلی بازی، که نشان‌دهنده مرحله پیش‌آلفا و مقدماتی ساخت بازی بود، در گیمزکام ۲۰۱۳ منتشر شد. هم دمو و هم تریلر چندین ویژگی جدید که بازی برای این سری به همراه خود داشت را به نمایش گذاشتند.

### ویژگی‌ها
برای اولین بار در سری جنگ‌های صلیبی، بازی از موتور گرافیکی سه‌بعدی بهره می‌برد، با این حال برخی ویژگی‌های بازی اصلی دوبعدی حفظ نشده ولی ویژگی‌های جدیدی از جمله «واحدهای جدید همانند برده‌تاز بی‌رحم، دشمنان جدید و تقویت‌شده بر اساس هوش مصنوعی، اتفاقات پویای روی نقشه مثل هجوم ملخ‌ها» و همچنین «ویژگی‌های بصری جدید، رابط جنگی جدید و بهبود موتور بازی شامل جلوه‌ها، انیمیشن‌ها و فیزیک درلحظه» به بازی اضافه شده‌است. ویژگی کاملاً جدید برای سری این بازی، همکاری چندنفره است که در آن دو بازیکن کنترل قلعه واحدی را به عهده گرفته تا منابع و نیروهای نظامی را هنگام نبرد با دشمنان، با یکدیگر به اشتراک بگذارند. قلعه: جنگ‌های صلیبی ۲ در زمان عرضه پیکارهای تک‌نفره جنگ‌های صلیبی و تاریخی عرب را به همراه خواهد داشت. به‌طور کلی روند بازی بر پایه کشمکش و ستیزی همانند عنوان جنگ‌های صلیبی اصلی خواهد بود. این جنگ‌ها، همانند جنگ‌های صلیبی اصلی، شامل مبارزه متقابل خواهد بود که در آن بازیکنان باید با یک ترتیب مشخص و در شکل‌های متفاوت در نقشه‌های جنگ مرتبط به مبارزه بپردازند. انتظار می‌رود بازی بیشتر براساس نبرد و تا حدی دولت‌مداری باشد.

### کمپین (اصلی)

#### آماده‌سازی
آغاز کار بازی جمع‌آوری منابع برای آغاز نبردهای اصلی صلیبی ملیت شما در این کمپین صلیبی است. همچنین این کمپین۳مرحله دارد.

#### شیردل
کمپینی با ملیت مسیحی در مورد شخص پادشاه انگلستان ریچارد شیردل (قرن دوزادهم) این کمپین به نبرد باصلاح الدین سلطان سرزمین‌های اسلامی اشاره دارد. این کمپین۴مرحله است.

#### صلاح الدین
کمپینی با ملیت مسلمان در مورد سلطان اسلامی صلاح الدین یوسف ایوبی و بر تصرف بیت‌المقدس اشاره دارد. این کمپین ۴مرحله دارد

### کمپین (بسته الحاقی)

#### کمپین کوچک (ادامه ای برکمپین شیردل)
پس از اتفاقات حالا وقت نبرد سهمگین با صلاح الدین و سپس خیانت کاران صلیبی است. این کمپین ۲مرحله دارد.

#### کمپین کوچک (ادامه ای برکمپین صلاح الدین)
حال که بیت‌المقدس تسخیر شده باید جلوی پادشاه شیردل را گرفت و خلیفه‌ها را تجهیز کرد. این کمپین۲مرحله دارد.

### تریل‌ها
تریل‌ها بخشی از مود اسکریمش را شامل می‌شود و تمرکز زیادی روی این بخش هست همچنین این تریل‌ها چهار بسته الحاقی دریافت کردند.

### مود اسکریمش(انتخابی)
در این مود لردها را انتخاب کرده نقشه و منابع را انتخاب کرده. و در حالت که می‌خواهید به نبرد به پردازید.

### آموزش
بخشی ساده برای آموزش.

### ساخت رایگان
ایجاد قلعه بدون هیچ دشمنی کنترل همه‌جانبه بر بازی.

### ایجاد نقشه
کار ساده ای در پیش ندارید باید نقشه ای بسازید به هر گونه ای که شده و می‌توانید در ان بازی کنید.